# Aplicação web

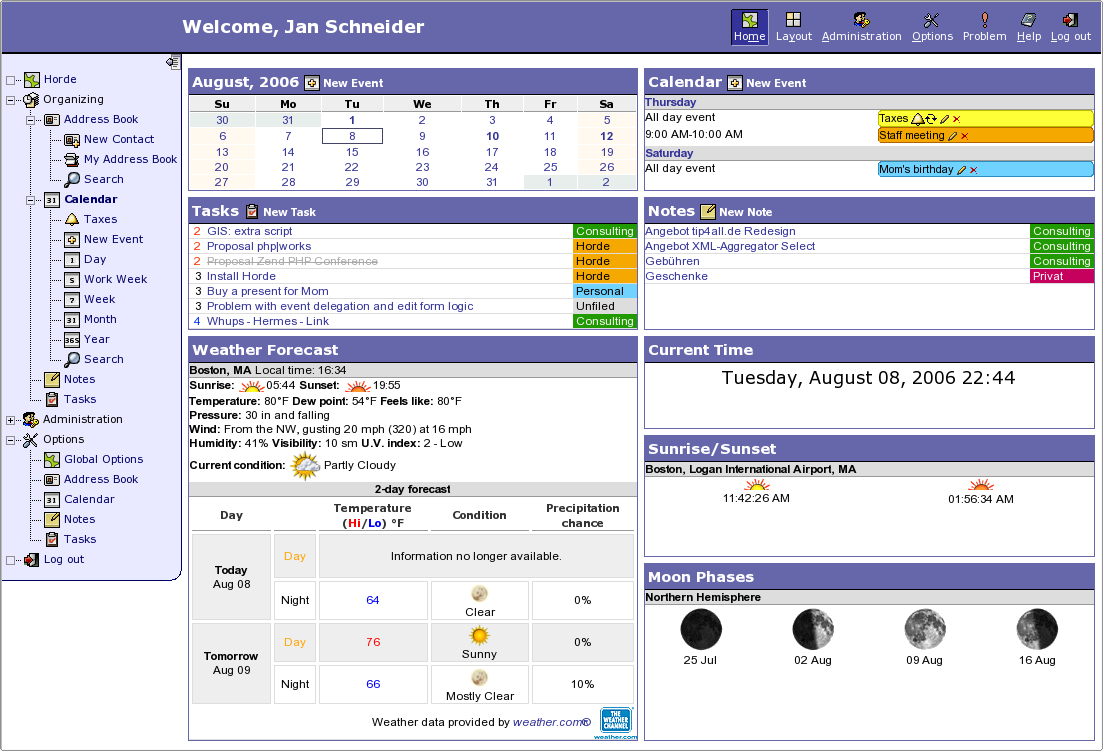
Captura de tela do software Horde em 2007, uma aplicação web de código aberto do tipo groupware.

Em computação, aplicação web é um sistema de software projetado para ser acessado por meio de um navegador, utilizando tecnologias da web, como HTML, CSS e JavaScript. Essas aplicações podem ser executadas em um servidor web (hospedagem remota) ou, em alguns casos, localmente no dispositivo do usuário.
De forma geral, uma aplicação web processa parte ou a totalidade de suas operações em um servidor. Por exemplo, em um comércio eletrônico, as páginas e funcionalidades acessadas pelo usuário são processadas em computadores conectados à internet, que executam as regras de negócio e retornam os resultados ao navegador.
O servidor web tem como função receber solicitações (requisições) e enviar respostas (respostas HTTP) ao cliente. Ao acessar um recurso, o navegador pode receber páginas HTML, imagens, documentos PDF ou outros tipos de conteúdo. Normalmente, o HTML contém instruções que orientam o navegador sobre como apresentar as informações ao usuário.

## Histórico
As primeiras aplicações web surgiram na década de 1990, com o avanço dos navegadores gráficos e da popularização da internet. Inicialmente, a maioria dos sites era estática, oferecendo apenas conteúdo fixo. Com o desenvolvimento de linguagens de script do lado do servidor, como PHP, ASP e Perl, tornou-se possível criar páginas dinâmicas e interativas.
No início dos anos 2000, a introdução de tecnologias como AJAX permitiu que páginas web carregassem dados de forma assíncrona, melhorando a experiência do usuário. Posteriormente, frameworks e bibliotecas como Angular, React e Vue.js facilitaram a criação de interfaces complexas no lado do cliente.
Mais recentemente, surgiram as Progressive Web Apps (PWA), que combinam recursos da web com funcionalidades típicas de aplicativos nativos, como notificações push e acesso offline.

## Recursos e limitações do Servidor
O servidor web, por si só, possui recursos limitados e, em muitos casos, não é capaz de executar tarefas como a geração de páginas dinâmicas ou o armazenamento de dados em um banco de dados sem o auxílio de outros componentes de software.
- Páginas dinâmicas – Em configurações básicas, o servidor fornece apenas páginas estáticas. Para gerar conteúdo dinâmico, é necessário o uso de aplicações adicionais, como servlets, que processam requisições e produzem respostas personalizadas.
- Armazenamento de dados – Para gravar e recuperar informações em um banco de dados, o servidor geralmente utiliza aplicações de apoio (como servlets ou outras tecnologias de back-end) que gerenciam a comunicação entre o servidor e o sistema de gerenciamento de banco de dados.

Falhas de segurança podem ocorrer em diferentes fases do desenvolvimento, incluindo a análise de requisitos, a especificação e a implementação. Vulnerabilidades em aplicações web podem expor organizações a riscos que impactam sua integridade, disponibilidade e confidencialidade de dados.

## Comunicação via HTTP
O HTTP (Hypertext Transfer Protocol) adota um modelo de comunicação baseado em requisições (requests) e respostas (responses). Uma requisição ocorre quando o cliente (como um navegador) solicita um recurso a um servidor web. O servidor, por sua vez, envia uma resposta HTTP, que o cliente interpreta para determinar como processar e exibir o conteúdo. Quando a resposta contém uma página HTML, o código é incluído no corpo da mensagem e renderizado pelo navegador.
Entre os métodos de requisição mais utilizados estão:
- GET – Recupera recursos do servidor. Os dados do formulário, quando presentes, são anexados à URL, tornando-os visíveis e sujeitos a limitações de tamanho.
- POST – Envia dados no corpo da requisição, permitindo maior volume de informação e oferecendo mais privacidade, pois não ficam expostos na URL.
- PUT – Substitui integralmente um recurso existente no servidor por uma nova versão enviada na requisição.
- PATCH – Aplica modificações parciais a um recurso existente, sem substituí-lo completamente.
- DELETE – Remove um recurso especificado no servidor.
- HEAD – Solicita apenas os cabeçalhos (headers) de um recurso, sem transferir seu corpo, sendo útil para verificações e diagnósticos.

Cada método é definido pelo protocolo HTTP com finalidades específicas e pode ter implicações distintas em termos de segurança, desempenho e idempotência.

## Tipos de aplicações web
- Tradicional – Renderiza o conteúdo no servidor e envia páginas completas ao cliente.
- SPA (Single Page Application) – Carrega uma única página HTML e atualiza dinamicamente seu conteúdo via JavaScript, evitando recarregamentos completos.
- PWA (Progressive Web App) – Combina recursos da web com funcionalidades de aplicativos nativos, como funcionamento offline, notificações push e instalação no dispositivo.

- Aplicações híbridas – Criadas com tecnologias web, mas empacotadas para funcionar como aplicativos móveis, utilizando frameworks como Ionic ou Cordova.

## Exemplos notáveis
- Gmail – Serviço de e-mail do Google com funcionalidades avançadas de interface dinâmica.
- Google Docs – Editor de documentos colaborativo baseado na web.
- Facebook – Rede social com interface rica e atualizações em tempo real.
- Trello – Ferramenta de gerenciamento de projetos visual e colaborativa.